# Résolution 2074 du Conseil de sécurité des Nations unies
Membres permanents
- Chine
- États-Unis
- France
- Royaume-Uni
- Russie

Membres non permanents
- Afrique du Sud
- Allemagne
- Azerbaïdjan
- Colombie
- Guatemala
- Inde
- Maroc
- Pakistan
- Portugal
- Togo

Résolution no 2073 Résolution no 2075
La résolution 2074 du Conseil de sécurité des Nations unies, adoptée à l'unanimité le 14 novembre 2012, a prolongé pour un an la Force de l'Union européenne (EUFOR Althea) en Bosnie-Herzégovine. 
Le Conseil de sécurité a réaffirmé sont attachement à la mise en œuvre des accords de Dayton et a rappelé que la responsabilité première de cette mise en œuvre incombait en premier lieu aux autorités de la Bosnie-Herzégovine. Il autorise l'EUFOR a faire usage de toutes les mesures pour assurer sa protection.
Il réaffirme l'importance du rôle du haut représentant international en Bosnie-Herzégovine.

## Voir également
- Guerres de Yougoslavie
- Guerre de Bosnie-Herzégovine
- Force de stabilisation (SFOR)
- Implementation Force (IFOR)
- Mission des Nations Unies en Bosnie-Herzégovine (MINUBH)